# Rail Alexandrowitsch Rosakow
Rail Alexandrowitsch Rosakow (russisch Раиль Александрович Розаков; * 29. März 1981 in Ischewsk, Russische SFSR) ist ein ehemaliger russischer Eishockeyspieler, der unter anderem für den HK Lada Toljatti, Sewerstal Tscherepowez, Metallurg Nowokusnezk, den HK Sibir Nowosibirsk und Witjas Tschechow in der Superliga respektive Kontinentalen Hockey-Liga aktiv war.

## Karriere
Rail Rosakow begann seine Karriere als Eishockeyspieler in der Nachwuchsabteilung des HK Lada Toljatti, für dessen zweite Mannschaft er von 1998 bis 2000 in der drittklassigen Perwaja Liga aktiv war. Die Saison 1999/2000 beendete der Verteidiger jedoch bei ZSK WWS Samara und Krylja Sowetow Moskau aus der zweitklassigen Wysschaja Liga. Anschließend wurde er im NHL Entry Draft 1999 in der vierten Runde als insgesamt 106. Spieler von den Calgary Flames ausgewählt, für die er allerdings nie spielte. Stattdessen stand er in der Saison 2000/01 für Metallurg Nowokusnezk aus der Superliga sowie in der folgenden Spielzeit für seinen Ex-Club HK Lada Toljatti und Sewerstal Tscherepowez auf dem Eis. Mit Sewerstal erreichte er in den Playoffs die Finalspiele um die russische Meisterschaft, in denen er mit seiner Mannschaft Lokomotive Jaroslawl unterlag.
Die Saison 2003/04 begann Rosakow bei den Lowell Lock Monsters aus der American Hockey League, die er allerdings nach nur zwei Spielen bereits wieder verließ, um nach Tscherepowez zurückzukehren, für das er in den folgenden eineinhalb Jahren in der Superliga auflief. Ebenso lange spielte er anschließend für deren Ligarivalen HK Sibir Nowosibirsk. Nach je einer Spielzeit bei Witjas Tschechow und seinem Ex-Club Metallurg Nowokusnezk, für den der Linksschütze in der Saison 2007/08 in 41 Spielen eine Vorlage gab, wechselte der ehemalige Junioren-Nationalspieler zur Saison 2008/09 zum HK Traktor Tscheljabinsk. Den Klub verließ allerdings nach nur neun Spielen wieder, um für deren Ligarivalen Barys Astana aufzulaufen. Für die Kasachen stand er bis Saisonende nur fünf weitere Male auf dem Eis und blieb in der gesamten Spielzeit punktlos.

### International
Für Russland nahm Rosakow an der U18-Junioren-Weltmeisterschaft 1999 sowie der U20-Junioren-Weltmeisterschaft 2001 teil.

## Erfolge und Auszeichnungen
- 2003 Russischer Vizemeister mit Sewerstal Tscherepowez

## KHL-Statistik
(Stand: Ende der Saison 2010/11)